# Амір Таакі
Амір Таакі (англ. Amir Taaki; нар.. 7 лютого 1988, Лондон, Велика Британія) — розробник комп'ютерних ігор і програмного забезпечення, британець іранського походження. Найбільш відомий як розробник проектів з відкритим вихідним кодом, зокрема пов'язаних з Біткойн. Журнал Forbes включив його в список тридцяти перспективних британських підприємців молодше тридцяти років.

## Біографія
Мати Аміра Таакі шотландсько-англійського походження, а батько — іранського.
Амір Таакі почав самостійно вивчати інформаційні технології в ранньому віці. Був виключений зі школи за злом шкільної комп'ютерної мережі і три рази кидав навчання в університеті.
До появи біткойна Таакі вже мав невелику популярність в якості розробника відкритого програмного забезпечення для створення комп'ютерних ігор: у 2006 році брав участь у розробці відкритого рушія Crystal Space під псевдонімом genjix, а також розробляв ігри на цьому рушію, наприклад Crystal Core і Ecksdee.
У 2007 був спікером на заході Games Convention в місті Лейпциг (Німеччина). У 2008-му був учасником проекту Yo Frankie!  від Blender Foundation.

### Біткойн
У 2009—2010 роках займався професійною грою в покер і дізнався про біткойн у зв'язку зі складнощами відкриття в інтернеті власного покер-руму. Автор ідеї формату пропозицій про поліпшення протоколу Біткойна BIP (Bitcoin Improvement Proposal), схожого з PEP для Python або RFC у випадку інтернету.
Автор бібліотек для роботи з біткойном: SX, написана на Python, і libbitcoin, написана на С++ і використовується в тонкому Bitcoin-клієнті Electrum.
У 2013 в інтерв'ю телеканалу Russia Today висловив думку, що чорні ринки в інтернеті (такі як Silk Road) знижують злочинність, оскільки виключають організовані злочинні угруповання з посередництва. Один із засновників спільноти unSystem, заявлена мета якої «не змиряться і не підкорятися правилам людей, відповідальних за занурення світу в постійну фінансову кризу» і «з їх дозволу або без, побудова кращого майбутнього, на попелі системи, яку вони (люди, відповідальні за фінансову кризу) самі ж зруйнують». Співавтор проектів Dark Wallet, Dark Market (згодом перейменована в OpenBazaar і відійшовши від концепції чорного ринку на користь децентралізованої альтернативи централізованих онлайн-ринків) і децентралізованого сервісу продажу інформації Darkleaks, який на думку Таакі буде фінансово стимулювати інсайдерів розкривати інформацію в суспільних інтересах.
Знявся у документальному фільмі «Глибока павутина», прем'єра якого відбулася в березні 2015 року.

### Активізм і Рожава
Амір Таакі — послідовник ідей анархізму. Деякий час він жив у анархістському сквоті в Барселоні, а потім — у лондонському сквоті, що раніше був колишньою штаб-квартирою протестів проти саміту «Великої вісімки».
У 2015 році, залишивши розробку Dark Wallet, він відправився в Сирійський Курдистан (Рожаву), щоб застосувати свої пізнання в «найбільшій революції з часів громадянської війни в Іспанії», проведеною курдами. Там він спершу провів три з половиною місяці в загонах курдської самооборони YPG. Нарешті, він був відкликаний в тил, де зміг запропонувати свої технічні навички. Він увійшов в економічний комітет регіону і став єдиним іноземцем, запрошеним до участі у економічній конференції, на якій було прийнято рішення про заснування кооперативних ферм на землях Рожави. Він вивчав курдську мову в Рожавській академії і сам навчав місцевих жителів роботі в Інтернеті і програмах з відкритим кодом. Крім того, він взяв участь в ідеологічній підготовці іноземних волонтерів, дослідницькому проекті по сонячних панелях та утворенні революційного журналу для молодих жінок. Найважливішим його внеском стала розробка навчального курсу з технологій для місцевої системи освіти.
Коли Таакі повернувся в Лондон у травні 2016 року, він був арештований британською поліцією в аеропорту Хітроу і поміщений під домашній арешт, який він відбував в будинку матері.[неавторитетне джерело] Є прихильником використання мови Есперанто в міжнародному спілкуванні.[неавторитетне джерело]